# Hans Rudolf von Bischoffswerder

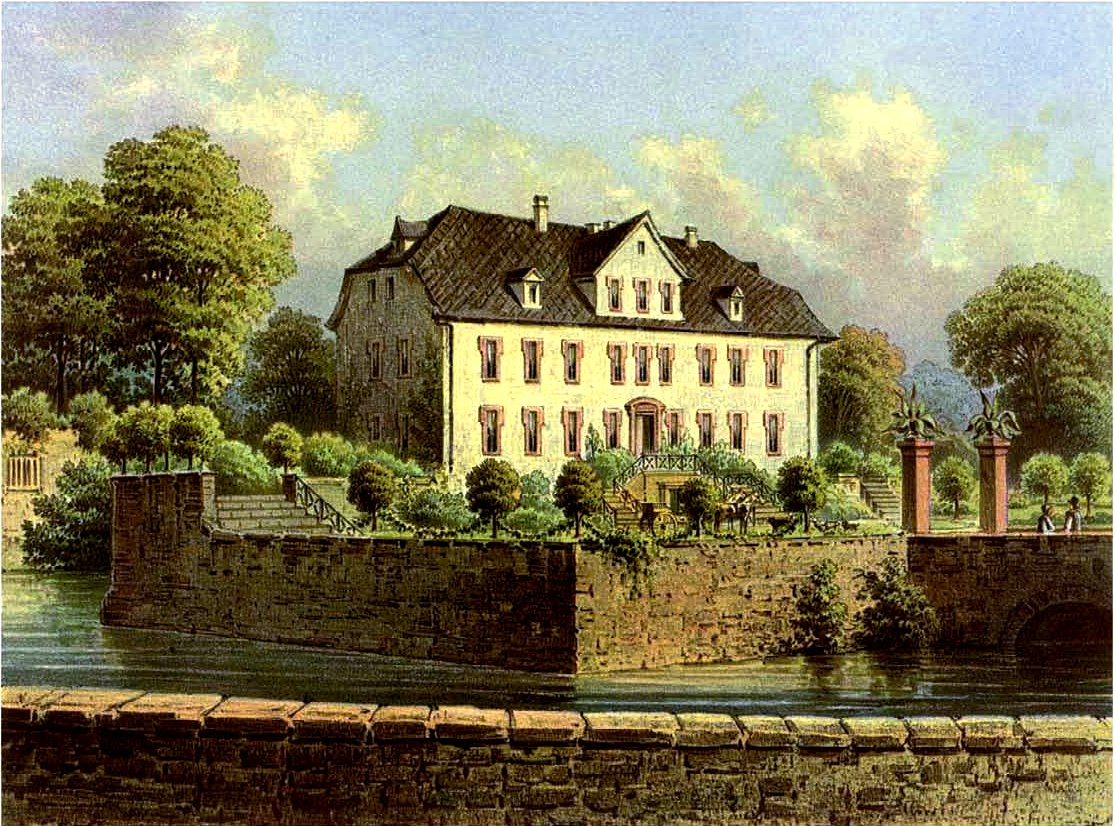
Slottet Ostramondra.

Johann (Hans) Rudolf von Bischoffswerder (eller Bischoffwerder), född den 3 november 1741 i Ostramondra, död den 30 eller 31 oktober 1803 på godset Marquardt vid Potsdam, var en preussisk general.
Bischoffswerder var ursprungligen sachsare, men blev 1760 kornett i preussisk tjänst, och tjänade under Fredrik den store fram till 1763. Han blev därefter kursachisk kammarherre och hovstallmästare, men återinträdde 1778 som major. Bischoffswerder kom omkring 1780 i förbindelse med dåvarande prinsen av Preussen och vann snart stort välde över honom genom att inviga honom i rosenkreutzarnas mysterier. 
När prinsen som Fredrik Vilhelm II 1786 bestigit tronen, vann Bischoffswerder snabb befordran - 1787 blev han överste, 1789 generaladjutant och 1791 generalmajor. Han fick ett avgjort inflytande på riktningen av Preussens utrikespolitik särskilt efter Hertzbergs död (1791), åstadkom närmandet till Österrike och avslutandet av förbundet med denna makt, varefter 1792 följde kriget med Frankrike. Men han var också en av de ivrigaste att tillstyrka freden med Frankrike 1795. Kort efter Fredrik Vilhelms död tog han (1798) avsked, och bodde återstoden av sitt liv på sitt gods Marquard.